# Dominika Wajda
Dominika Wajda – polska prawniczka, doktor habilitowany nauk prawnych, nauczycielka akademicka Uniwersytetu Warszawskiego, specjalistka w zakresie prawa handlowego i cywilnego.

## Życiorys
W 2004 ukończyła studia prawnicze na Wydziale Prawa i Administracji Uniwersytetu Warszawskiego, gdzie w 2006 na podstawie napisanej pod kierunkiem Józefa Okolskiego rozprawy pt. Ochrona akcjonariuszy mniejszościowych w kodeksie spółek handlowych otrzymała stopień naukowy doktora nauk prawnych w zakresie prawa, specjalność: prawo handlowe, prawo spółek. Tam też na podstawie dorobku naukowego oraz rozprawy pt. Obowiązek lojalności w spółkach kapitałowych uzyskała stopień doktora habilitowanego nauk prawnych w zakresie prawa, specjalność: prawo handlowe, prawo spółek. Została adiunktem Uniwersytetu Warszawskiego w Katedrze Prawa Handlowego w Instytucie Prawa Cywilnego Wydziału Prawa i Administracji.